# 인제 상동리 삼층석탑 및 석불좌상
인제 상동리 삼층석탑 및 석불좌상(麟蹄 上東里 三層石塔 및 石佛坐像)은 대한민국 강원특별자치도 인제군 인제읍에 있는 삼층석탑 및 석불좌상이다. 1984년 6월 2일 강원특별자치도의 문화재자료 제34호로 지정되었다.

## 개요
인제군 남면 신남리의 암자에 있던 석탑과 석불좌상으로, 소양강댐을 만들면서 백련정사(白蓮精寺)로 옮겨왔다.
탑은 2층 기단(基壇) 위에 3층의 탑신(塔身)을 올린 모습인데, 현재 탑신은 2층까지만 남아있다. 아래층 기단은 없어진 부재가 많아 원래 모습을 정확히 알 수 없고, 위층 기단에는 각 면마다 기둥 모양을 조각하였다. 탑신은 1·2층 몸돌의 높이가 비슷하여 독특한 모습이고, 급한 경사를 보이는 지붕돌은 네 귀퉁이가 살짝 치켜올라 갔으며 밑면에는 3단의 받침을 두었다. 꼭대기에는 머리장식으로 보이는 둥근 모양의 돌이 놓여 있다. 전체적으로 보아 원래 3층 이상의 탑이었을 것으로 추정되며 고려시대의 것으로 보인다.
석불좌상은 불상의 어깨 윗부분이 잘려나가 현재는 시멘트로 머리부분을 만들어 놓았다. 연꽃받침 위에 앉아 있는 모습으로, 전체적으로 심하게 닳아 있어 자세한 모습을 알 수 없다. 어깨 곡선이 부드러우며 두손을 가슴에 모으고 있는 것으로 보아 비로사나불상으로 추정되고 있다.

## 현지 안내문
이 석탑과 불상은 고려시대에 만들어진 삼층석탑과 석불좌상이다. 이 2점의 유물은 원래 인제군 남면 신남리의 한 암자에 있던 것인데, 소양댐 건설로 물에 잠기게 되자 현재의 위치로 옮겨 놓았다.
석탑은 높은 2층의 기단 위에 3층을 올린 것으로, 지금은 2층만이 남아 있다. 그 위에는 공 모양의 돌이 올려져 있지만, 원래의 것은 아니고 다른 승탑(僧塔)의 것을 올려 놓은 것으로 짐작된다.
석탑과 함께 옮겨다 놓은 석불은 어깨 위 부분이 모두 없어진 것을 새로 만든 것이다. 전체적으로 마모가 심하여 옷주름, 손 모양(수인:手印)의 정확한 모습은 알 수 없으나, 두 손을 가슴까지 올려 오른손을 아래로, 왼손은 위로 하고 있는 모양으로 미루어 지권인(智拳印)의 모습이라고 생각된다. 이러한 손 모양은 진지를 상징하는 비로자나불상이 갖는 모습이다.
석탑과 석불은 돌의 재질이나, 조각의 수법으로 미루어, 같은 시기에 만들어진 것으로 짐작된다.

## 참고 자료
- 상동리삼층석탑및석불좌상 - 국가유산청 국가유산포털